# Praimadita
Praimadita is een bestuurslaag in het regentschap Oost-Soemba van de provincie Oost-Nusa Tenggara, Indonesië. Praimadita telt 2035 inwoners (volkstelling 2010).